# Le Caroline
Le Caroline (in inglese The Carolinas) sono gli Stati statunitensi della Carolina del Nord e della Carolina del Sud, considerate collettivamente. Confinano a nord con la Virginia, a ovest con il Tennessee, a sud ovest con la Georgia e ad est con l'Oceano Atlantico. Combinando le popolazioni delle due Caroline l'area è abitata da 14.938.948 abitanti (2015). Se le Caroline fossero unite sarebbero il quinto Stato degli Stati Uniti per popolazione, e l'undicesimo per superficie.
Le Caroline erano note con il nome di Provincia della Carolina durante il periodo coloniale americano, dal 1663 al 1710. Prima del 1663 il territorio era considerato parte della colonia della Virginia. La provincia, chiamata Carolina in onore del re Carlo I d'Inghilterra, venne divisa in due colonie distinte nel 1729, anche se la data è ancora attualmente oggetto di dibattiti tra gli storici.

## Storia
La regione era parte un tempo del territorio spagnolo chiamato La Florida da Juan Ponce de León nel 1513. Santa Elena, l'insediamento spagnolo in quella che è oggi Parris Island nella Carolina del Sud, fu la capitale de La Florida dal 1566 al 1587. Venne fondata da Pedro Menéndez de Avilés, primo governatore della Florida spagnola. Vi erano stati diversi tentativi in precedenza di fondare delle colonie sia nell'area degli spagnoli che in quella dei francesi, ma questi erano falliti nella ricerca della terra di Chicora. L'insediamento di Menéndez a Santa Elena focalizzò gli sforzi coloniali degli spagnoli a nord da St. Augustine, città che venne fondata nel 1565 per scacciare i francesi dalla loro colonia a Fort Caroline. Santa Elena venne costruita sul sito dell'avamposto abbandonato dai francesi di Charlesfort, fondato nel 1562 da Jean Ribault.
La fondazione di Santa Elena seguì la distruzione del forte francese di Fort Caroline a opera di Menéndez nel 1565. La città divenne la sede della locale comunità di gesuiti come pure di militari che operavano nella zona a nord della Florida spagnola. Da questa base gli spagnoli fondarono altri forti effimeri all'interno dei Monti Appalachi, ma la resistenza da parte dei nativi locali e la mancanza di sostanziali interessi degli spagnoli nell'area, spinsero i coloni a perdere interesse nella zona. Santa Elena venne abbandonata infine nel 1587, con il ricollocamento della popolazione a St. Augustine. Gli spagnoli si concentrarono su altre aree del continente. Il territorio venne quindi lasciato ai nativi americani sino al 30 ottobre 1629 quando Carlo I garantì una patente di colonizzazione al suo "attorney-general", sir Robert Heath per quanto riguarda le terre comprese tra il 36º e il 31º parallelo, "sotto il nome, in onore del re, di Carolana". Carolus è il nome latino per 'Carlo'.
Il 24 marzo 1663 Carlo II emise un nuovo decreto per un gruppo di otto nobili inglesi, garantendo loro le terre della Carolina come ricompensa per il loro fedele supporto nella ripresa del trono inglese da parte degli Stuart. Gli otto vennero chiamati Lords Proprietor o semplicemente Proprietors. La carta del 1663 garantì loro tutte le terre al confine sud della Colonia della Virginia comprese tra il 36º e il 31º parallelo (assieme alla costa dell'attuale Georgia). La fondazione di colonie separate non venne ufficializzata fino al 1729, quando sette degli otto Lords Proprietors vendettero i loro interessi in Carolina alla Corona britannica, e le province di Carolina del Nord e Carolina del Sud divennero colonie reali.
Nel 1665 l'accordo venne rivisto leggermente e i confini a nord vennero portati nell'area compresa tra il 36º e il 30º parallelo a includere le terre di Albemarle dove già si erano insediati dei coloni provenienti dalla Virginia. I confini vennero poi spostati ulteriormente fino al 29º parallelo a comprendere l'area a sud dell'attuale Daytona Beach, in Florida, fatto che escluse gli insediamenti spagnoli di St. Augustine, dove il domino inglese non riusciva a giungere in maniera uniforme.

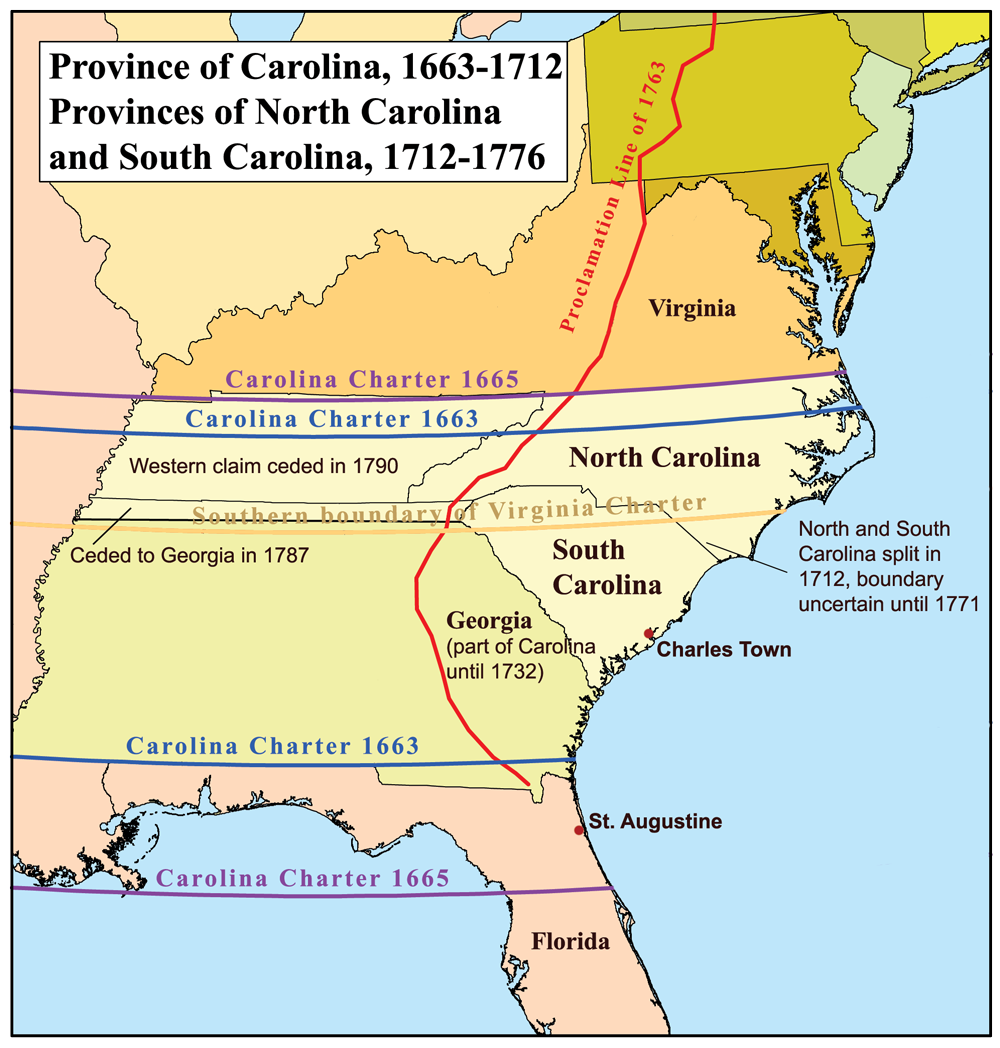
La Provincia di Carolina secondo la carta del 1663

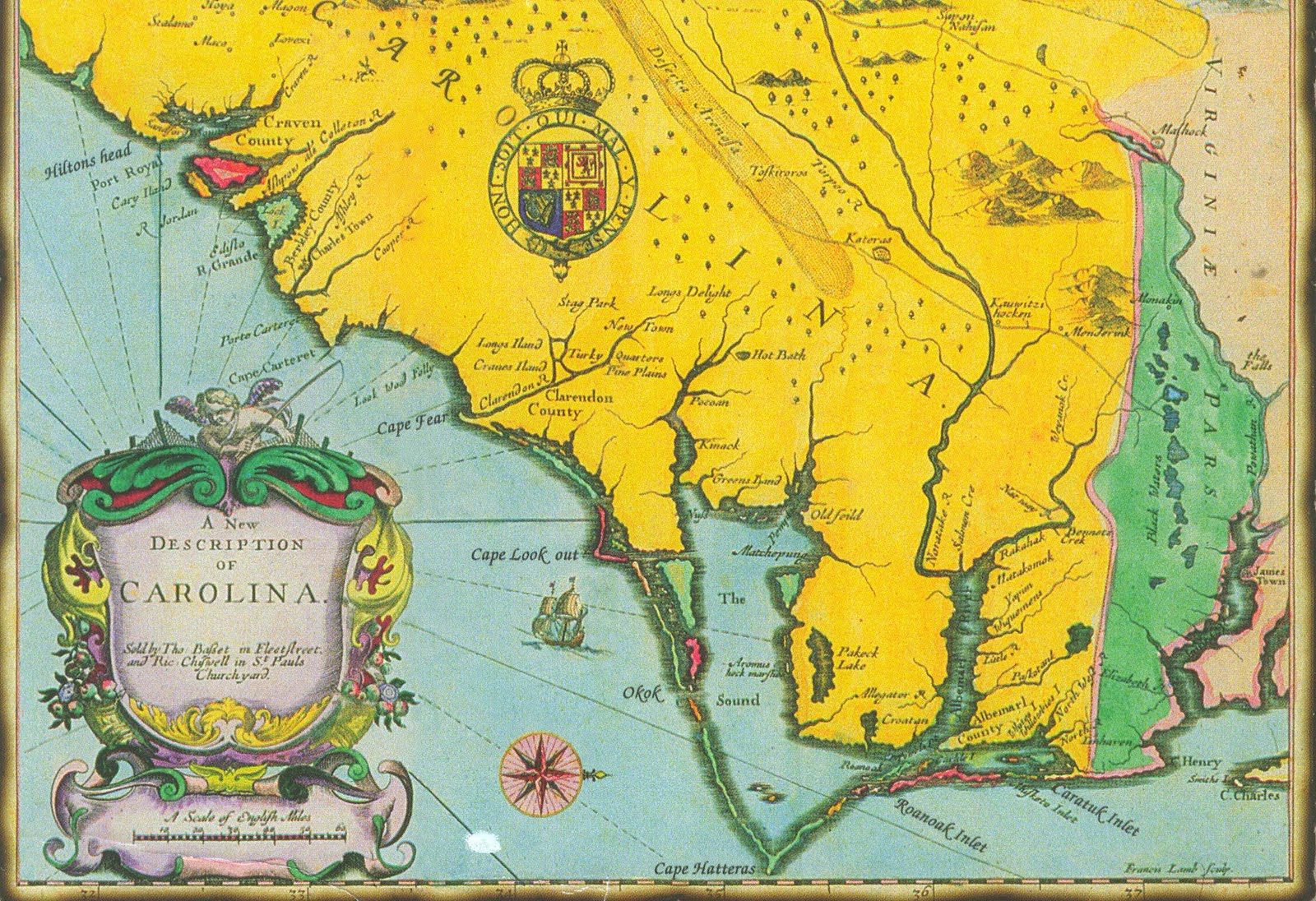
"A New Description of Carolina", incisione a opera di Francis Lamb (Londra, Tho. Basset e Richard Chiswell, 1676)

Tra il 1663 e il 1729 vi furono diversi disaccordi sulla gestione della difesa dell'area, sul suo governo e sulle differenze tra i diversi stili agrari impiegati dagli abitanti della Colonia della Virginia e quelli praticati da coloro che erano giunti da Charles Town, dalle Indie occidentali e dalle Barbados.
Nel 1729 la Provincia della Carolina venne suddivisa quando i discendenti di sette degli otto Lords Proprietors vendettero i loro diritti alla Corona britannica come si è detto. Solo gli eredi di sir George Carteret mantennero i privilegi originariamente concessi alla loro famiglia e andarono a costituire il Distretto di Granville. Sia la Provincia della Carolina del Nord che la Provincia della Carolina del Sud divennero una colonia della corona britannica nel 1729.

## Cultura
La cultura delle Caroline è sostanzialmente quella della cultura degli Stati meridionali degli Stati Uniti. Le regioni costiere delle Caroline, nello specifico, furono tra le prime a conoscere gli insediamenti degli europei già un secolo prima delle altre regioni del sud, e vennero influenzate dalla cultura dei Caraibi, in particolare delle Barbados; molti dei primi governatori dell'area erano barbadiani. Quando i due Stati divennero parte degli Stati del sud, vi erano delle differenze sostanziali tra i due Stati. Per esempio, durante la guerra civile, la Carolina del Sud fu il primo Stato degli Stati Uniti meridionali a secedere dall'Unione, mentre la Carolina del Nord fu l'ultimo Stato a staccarsi. Quando la Carolina del Nord decise di aderire al movimento secessionista, lo fece in gran parte perché lo Stato si rifiutò di fornire al governo federale degli uomini per combattere lo Stato fratello, né permettere il passaggio delle truppe dell'Unione nella Carolina del Nord per raggiungere la Carolina del Sud.
Nel corso della guerra la Carolina del Sud fu generalmente uno degli Stati maggiormente sostenitori della Confederazione. La guerra ebbe inizio a Charleston, nella Carolina del Sud, dove i cadetti della South Carolina Military Academy, nota con il soprannome di The Citadel, spararono i primi colpi contro la nave unionista Star of the West. la Carolina del Nord fu anch'essa uno Stato confederato chiave, addestrando e fornendo soldati alla causa confederata. A Gettysburg, un soldato confederato su quattro proveniva dalla Carolina del Nord, malgrado il fatto che molti nord caolinesi si fossero rifiutati di supportare la confederazione in questa fase. Il governatore della Carolina del Nord durante il periodo della guerra civile americana, Zebulon Vance, fu uno dei più accaniti critici del presidente confederato Jefferson Davis e si rifiutò di frequente di obbedire ai suoi ordini. A ogni modo, durante i sette giorni di scontri, la Carolina del Nord fornì tutte le truppe necessarie alla difesa della causa comune.
Le Caroline furono entrambe strumentali per la sopravvivenza dunque della Confederazione, in particolare grazie ai porti di Wilmington e Charleston che continuarono a fornire risorse alle armate del sud, oltre ad armi, vestiti, munizioni e supporto civile.

### Politica
Durante gran parte del XX secolo la Carolina del Sud fu un bastione del "solido sud democratico" con quasi nessun ufficiale governativo di fede repubblicana, ma spesso elesse dei politici che si fecero portavoce della segregazione razziale. La Carolina del Nord, pur essendo perlopiù democratica, conteneva una minoranza repubblicana (lo Stato si distinse per i voti ai repubblicani alle elezioni presidenziali del 1928) dal momento che la Carolina del Nord era il più progressista tra i due Stati sul tema della segregazione e dei diritti civili. Nel 1947 il giornalista John Gunther scrisse "che la Carolina del Nord è per buon comando il più progressista degli Stati del sud, immagino, sia chiaro a tutti". Sull'altro fronte egli descrisse la Carolina del Sud come "uno degli Stati americani più poveri e probabilmente uno dei più avversi". Descrivendo le differenze tra i due Stati Gunther notò che, nel 1947, i divorzi in Carolina del Nord "possono essere concessi semplicemente sul piano dell'assenza dalla coabitazione; la Carolina del Sud è uno degli Stati americani in cui non è possibile divorziare".
Malgrado il fatto che la Carolina del Nord fosse uno swing state nelle elezioni presidenziali la Carolina del Sud fu uno degli Stati che votarono più spesso per candidati presidenziali repubblicani per quanto tecnicamente, come si è detto, i due Stati siano considerati "fratelli".

## Economia
Tradizionalmente, come in gran parte del resto del sud degli Stati Uniti, le Caroline sono Stati essenzialmente agricoli. A ogni modo la predominanza di certe colture ha influenzato l'economia della regione:
Come altri Stati [del sud], sino alla seconda guerra mondiale, la Carolina del Nord è rimasta prevalentemente una regione di piccole fattorie e manifatture pesantemente dipendenti da poche colture intensive, con una tendenza allo sharecropping, in particolare tramite i lavoratori neri. Le Caroline sono distinte nella loro dipendenza economica dal tabacco come del resto dal cotone e dal riso, e per le loro industrie su piccola scala di mobili, industrie tessili e del tabacco.

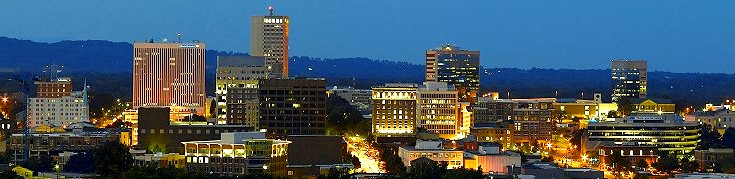
Greenville, la più vasta area metropolitana della Carolina del Sud e simbolo della crescita dello Stato.

Queste piccole industrie hanno concesso alle Caroline, e in particolare alla Carolina del Nord, una base industriale più significativa rispetto ad altri Stati del sud, ma con l'incremento della meccanizzazione delle industrie tessili e della lavorazione del legno per la produzione di mobili iniziò per contro il declino combinato dell'industria del tabacco, many rural and small urban communities suffered. A ogni modo, negli anni '90 del Novecento, entrambi gli Stati conobbero una crescita tecnologica e nel settore bancario, portando nuovo lavoro alla popolazione che andava crescendo sempre più. Questi cambiamenti, come del resto la prima industrializzazione, si dimostrarono più pronunciati in Carolina del Nord, mentre la Carolina del Sud fece esperienza di una più lenta crescita economica.

## La questione dei confini tra i due Stati

### La tracciatura del confine
Secondo le note introduttive al quinto volume dei Colonial Records of North Carolina il processo per determinare i confini tra la Carolina del Nord e quella del Sud iniziò nel 1720 "con il proposito di erigere una terza provincia in Carolina, con Savannah quale capitale a nord". L'8 gennaio 1730 venne raggiunto l'accordo tra le due colonie che stabilirono che il confine sarebbe "iniziato a 30 miglia a sudovest del fiume Cape Fear e dovesse correre parallelo al detto fiume"; il giugno successivo il governatore Robert Johnson della Carolina del Sud riportò come il confine dovesse in realtà partire 30 miglia a sudovest della fonte del Cape Fear "perché a ovest si trovava il Mare del Sud", mentre il "fiume Waccamaw si trova a 30 miglia del Cape Fear", fatto che renderebbe dunque Waccamaw il confine naturale da seguire. La Carolina del Nord si accordò con questa disposizione, ma quando scoprì che le acque del Cape Fear si trovavano così ravvicinate alla Virginia, si accorsero che questo "non avrebbe permesso una qualsiasi estensione della Carolina del Nord a ovest". Nel 1732 il governatore George Burrington della Carolina del Nord dichiarò sulla Timothy's Southern Gazette che il territorio a nord del Waccamaw era parte della Carolina del Nord, dichiarazione a cui Johnson replicò dicendo che anche la Carolina del Sud reclamava quelle terre. Johnson inoltre aggiunse che quando i due si erano incontrati alla Board of Trade di Londra due anni prima, Burrington aveva "insistito che il Waccamaw dovesse essere il confine da seguire dal principio alla fine", mentre la Carolina del Sud si era battuta perché tale confine fosse collocato a 30 miglia dalla foce e non dalla fonte del fiume. Johnson rispose a queste accuse dicendo che si trattava di un chiaro errore di comprensione.
Entrambe le Caroline nominarono dei commissari per sovrintendere al problema del confine. L'idea era quella di porlo a 35° di latitudine nord, a ovest del villaggio di Catawba.
Nel maggio del 1735 i supervisori nominati si trovarono al Cape Fear a trenta miglia a ovest della costa. Si accordarono poi per ritrovarsi il 18 settembre successivo, ma a quell'incontro si presentarono solo i delegati della Carolina del Nord, estendendo il confine a nordovest di altre 70 miglia in maniera univoca, fatto che indusse poi i delegati della Carolina del Sud a dire che vi erano stati degli evidenti problemi di valutazione sull'estensione del confine. However, the stake placed at the endpoint of the survey was 12 miles too far south.
Nel 1764 una seconda estensione portò il confine 62 miglia a ovest. Nel 1772, dopo avere fatto degli aggiustamenti per consentire agli indiani Catawba di essere compresi nel territorio della Carolina del Sud, "il confine venne esteso a ovest dalla biforcazione del fiume Catawba sino al monte Tryon". A ogni modo questa disposizione privò la Carolina del Sud di 422.000 acri di terreno. Joseph Caldwell, presidente della University of North Carolina at Chapel Hill, rilevò come il nuovo confine non correva lungo il 35º parallelo, ma 12 miglia più a sud e questo riaccese il problema dei confini. Il confine venne quindi aggiustato anche a ovest al 35º parallelo.
La Carolina del Nord non fu concorde con questa disposizione sino al 1813. Un rilievo del 1905 pose il confine tra la Contea di Scotland e la Contea di Marlboro, rispettivamente in Carolina del Nord e Carolina del Sud. Un nuovo rilievo nel 1928 pose il confine tra la Contea di Horry (Carolina del Sud) e quelle di Brunswick e Culumcus (Carolina del Nord).

### Storia recente
A metà dell'ultimo decennio del XX secolo Duke Energy determinò che il confine tra le due Caroline dovesse essere rivisto. Iniziò così un piano di quindici anni per ristabilire i confini, utilizzando le mappe del 1813–1815 unitamente alla tecnologia GPS.
La Carolina del Sud ha intrapreso recentemente una costosa battaglia legale con la Georgia per il possesso di un piccolo numero di isole presso il fiume Savannah per evitare di entrare in conflitto con il confine della Carolina del Nord, dal momento che dal 1993 i due Stati si sono accordati per rivedere insieme i confini.
Dopo diciotto anni e 980.000 dollari spesi venne detto che il processo di determinazione dei confini nelle Caroline sarebbe terminato nel 2012. Problemi finanziari ritardarono l'ultima revisione sino all'ottobre del 2012, portando la pubblicazione dei risultati alla primavera del 2013. Venne stabilito che una stazione di benzina e cinquanta case avrebbero dovuto cambiare Stato.
La commissione congiunta per il confine si riunì nel febbraio del 2014 a Monroe, in Carolina del Nord, per determinare quali azioni dovessero essere intraprese. Alle persone che avrebbero dovuto cambiare Stato, infatti, doveva essere concessa eguale licenza di guida e registrazione per i voti nei loro nuovi Stati, anche se avrebbe dovuto essere loro garantita la possibilità di continuare a frequentare le medesime scuole precedenti, come pure di non dovere tasse arretrate al nuovo Stato.
Il 1 giugno 2016 la South Carolina House of Representatives passò un decreto nel quale veniva stabilito definitivamente il confine tra i due Stati. Anche il senato della Carolina del Nord passò la medesima legge. Il governatore della Carolina del Nord, Pat McCrory, siglò la legge nel giugno di quell'anno. Il 9 dicembre 2016 il documento venne reso pubblico dopo venti anni di lavori.

## Maggiori centri abitati

### Città
| Numero | Città                         | Popolazione (2016) | Popolazione (2010) | Area (in miglia quadrate) |
| ------ | ----------------------------- | ------------------ | ------------------ | ------------------------- |
| 1      | Charlotte, Carolina del Nord  | 842051             | 731424             | 297.7                     |
| 2      | Raleigh, Carolina del Nord    | 458880             | 403892             | 144.8                     |
| 3      | Greensboro, Carolina del Nord | 287027             | 269666             | 131.2                     |
| 4      | Charleston, Carolina del Sud  | 134385             | 120083             | 127.5                     |
| 5      | Columbia, Carolina del Sud    | 134309             | 129272             | 134.9                     |
| 6      | Greenville, Carolina del Sud  | 67453              | 58409              | 28.8                      |